# Rozivka (Zaporiyia)
Rozivka (en ucraniano: Розівка; en ruso: Розовка, romanizado: Rozovka) es un pueblo ucraniano perteneciente al óblast de Zaporiyia. Situado en el sur del país, forma parte del raión de Pologi y es centro del municipio (hromada) de Rozivka.
El asentamiento se encuentra ocupado por Rusia desde el 3 de marzo de 2022 como parte de la invasión rusa de Ucrania.

## Geografía
Rozivka se encuentra cerca de la fuente del río Karatish, un afluente derecho del río Berda. Pologi está a 71 km, Zaporiyia a 172 km y Mariúpol, 60 km al sureste. 

## Historia
Un pueblo de colonos alemanes luteranos (procedentes principalmente de las zonas de Danzig, en Prusia Oriental) fue fundado en este lugar en 1788, bajo el nombre de «colonia alemana n° 7 Rosenberg» con la atribución de 1.456 deciatinas de tierra. Una segunda ola llegó en los años 1818-1824, incluidas algunas de las otras colonias alemanas alrededor de Mariúpol.
En 1898, como parte de la rusificación de los topónimos, el pueblo tomó el nombre de Rozivka (de roza que en ruso es rosa). Después de la revolución de octubre, la región se convirtió en teatro de disturbios y, hacia 1919, la superficie cultivada asignada al pueblo se redujo a 945 deciatinas. Entre 1925 y 1939 el asentamiento de Rozivka fue la capital del raión alemán de Luxemburgo, ya que en esos años la ciudad fue conocida como Luxemburgo (en ucraniano: Люксембург Український; en ruso: Люксембург) en honor a la teórica marxista alemana Rosa Luxemburgo. Un sóviet rural ha estado funcionando desde 1926. Rozovka ha sido parte del óblast de Dnipropetrovsk desde 1932. La localidad tiene el estatus de asentamiento de tipo urbano desde 1938. En 1939, Rozivka entró en el óblast de Zaporiyia, se abolió el raión alemán de Luxemburgo y la mayoría de la población de origen alemán en el pueblo es deportada por Stalin a Asia Central ese mismo año. 
Durante la Segunda Guerra Mundial, Rozivka fue ocupado por el ejército alemán desde el 10 de octubre de 1941 hasta el otoño de 1943.  
Una fábrica de productos lácteos opera en 1955, así como una fábrica de cereales, tres escuelas primarias, dos secundarias, un centro cultural, un cine y dos bibliotecas. En 1974, la economía está asegurada por la fábrica Metallobyt especializada en productos metálicos, en particular artículos para el hogar, algunas empresas agroalimentarias.  En la década de 1980 se sumaron empresas de productos para la construcción, empresas de maquinaria agrícola, una empresa de productos utilitarios, una escuela de música, un policlínico, un dispensario, un segundo cine y un instituto científico agropecuario especializado en cultivo de maíz.
Rozovka se convirtió en el centro administrativo del distrito del mismo nombre, recién creado el mismo día, 26 de junio de 1992. Su sovjós fue desmantelado en abril de 2007 y transferido a la Academia Ucraniana de Ciencias Agrícolas. Hasta el 18 de julio de 2020, Rozivka era el centro del raión de Rozivka. El raión se abolió en julio de 2020 como parte de la reforma administrativa de Ucrania, que redujo el número de rayones del óblast de Zaporiyia a cinco. El área de raión de  Rozivka se fusionó con el raión de Pologi.En 2023,  Rozivka perdió el estatus de asentamiento de tipo urbano en la legislación ucraniana debido a la eliminación de este estatus administrativo.
Rozivka es tomada por las fuerzas de la República Popular de Donetsk en marzo de 2022, tras la invasión rusa de Ucrania.

## Demografía
La evolución de la población de Rozivka entre 1859 y 2022 fue la siguiente:
| 513                                                           | 691 | 339 | 393 | 4871 | 4359 | 3408 | 3285 | 3140 | 2939 |
| (Fuente: Cities & Towns of Ukraine y UKRAINE: Größere Städte) |     |     |     |      |      |      |      |      |      |

## Infraestructura

### Arquitectura y monumentos
Rozivka tiene un pequeño museo histórico local.

### Transporte
El asentamiento está en la autopista H08 que conecta Zaporiyia y Mariúpol. La estación de tren de Rozivka tiene conexiones con Zaporiyia, Volnovaja y Berdiansk. 

## Galería

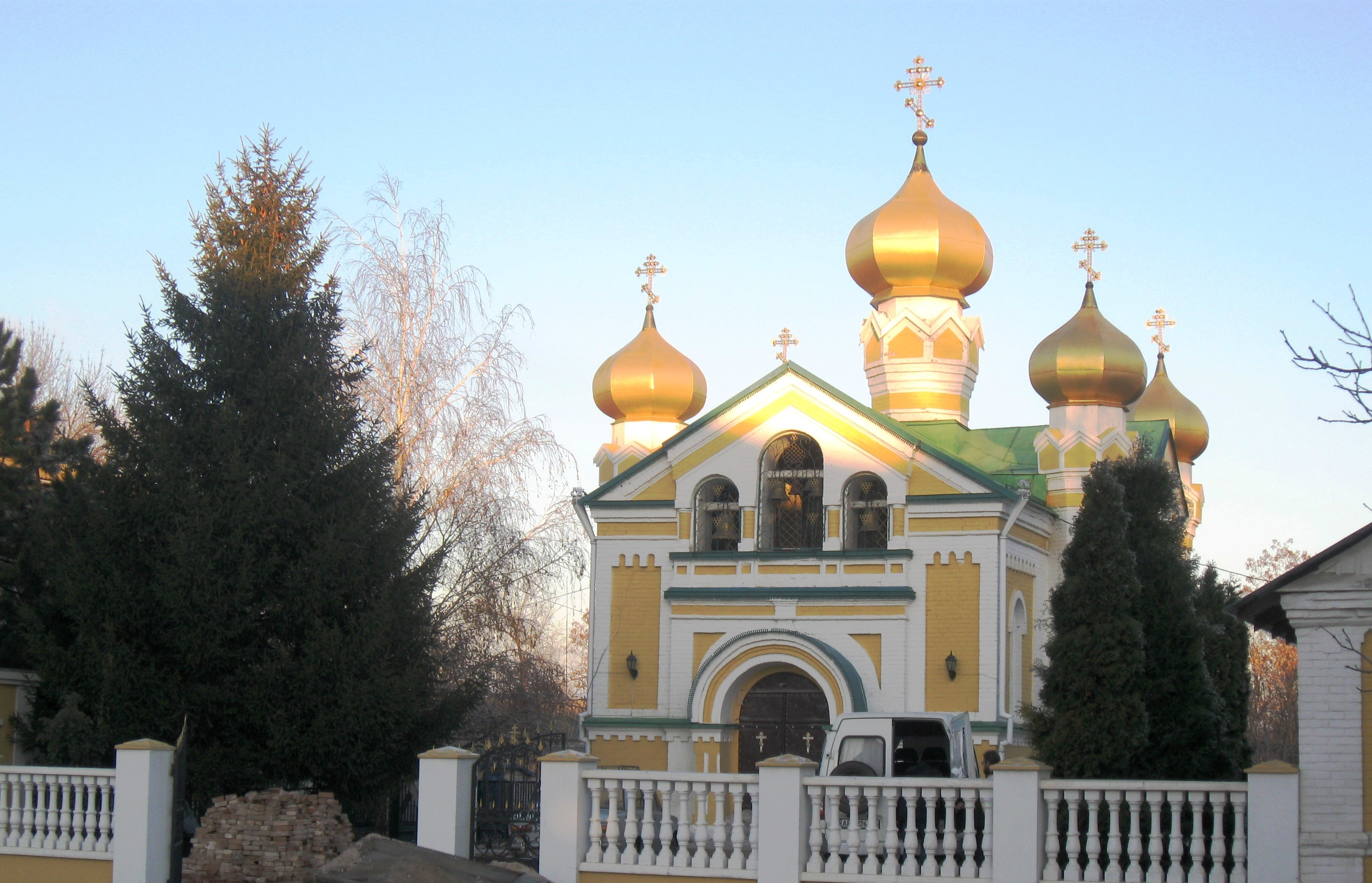
Iglesia de Rozivka
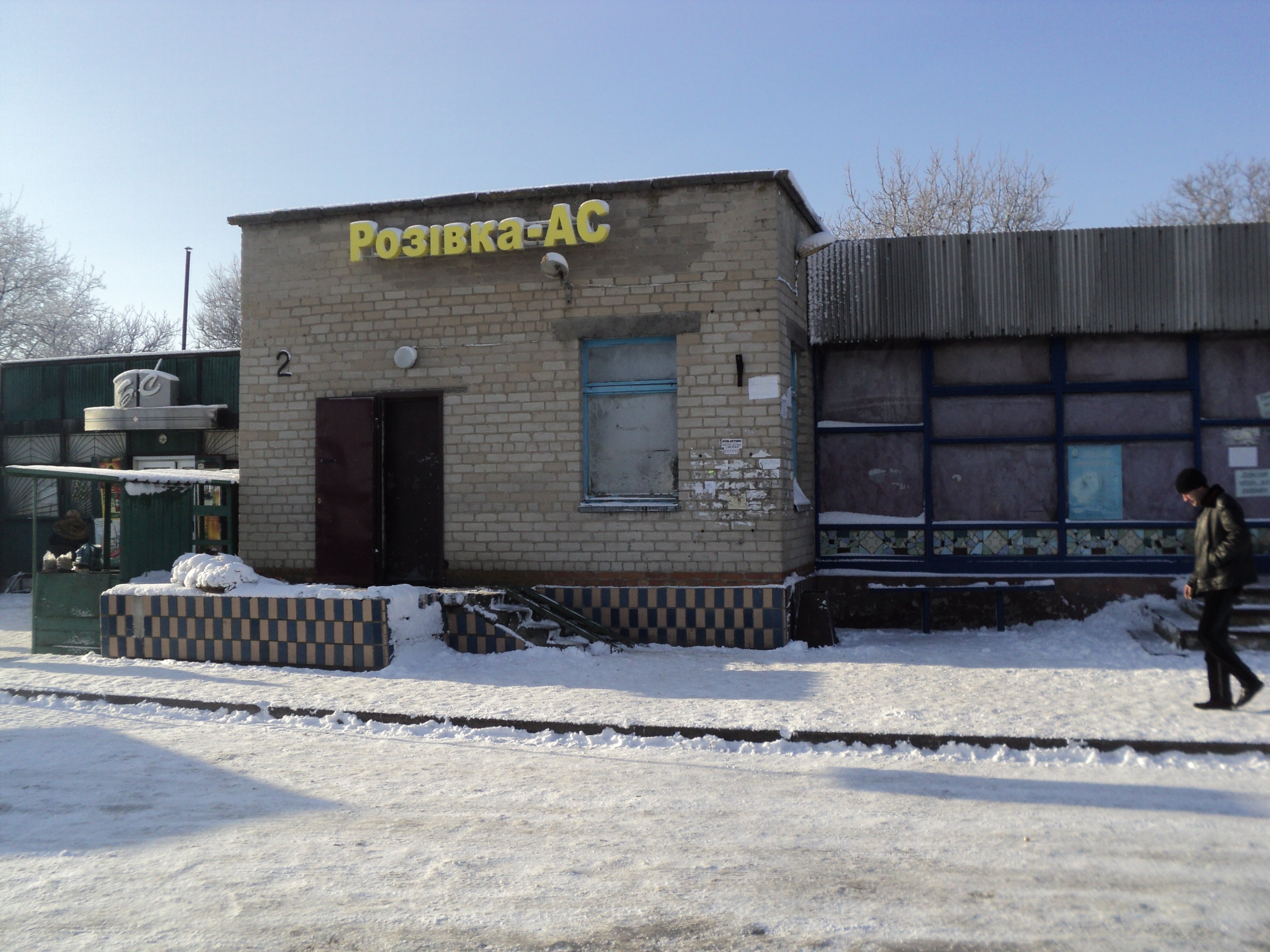
Estación de autobuses
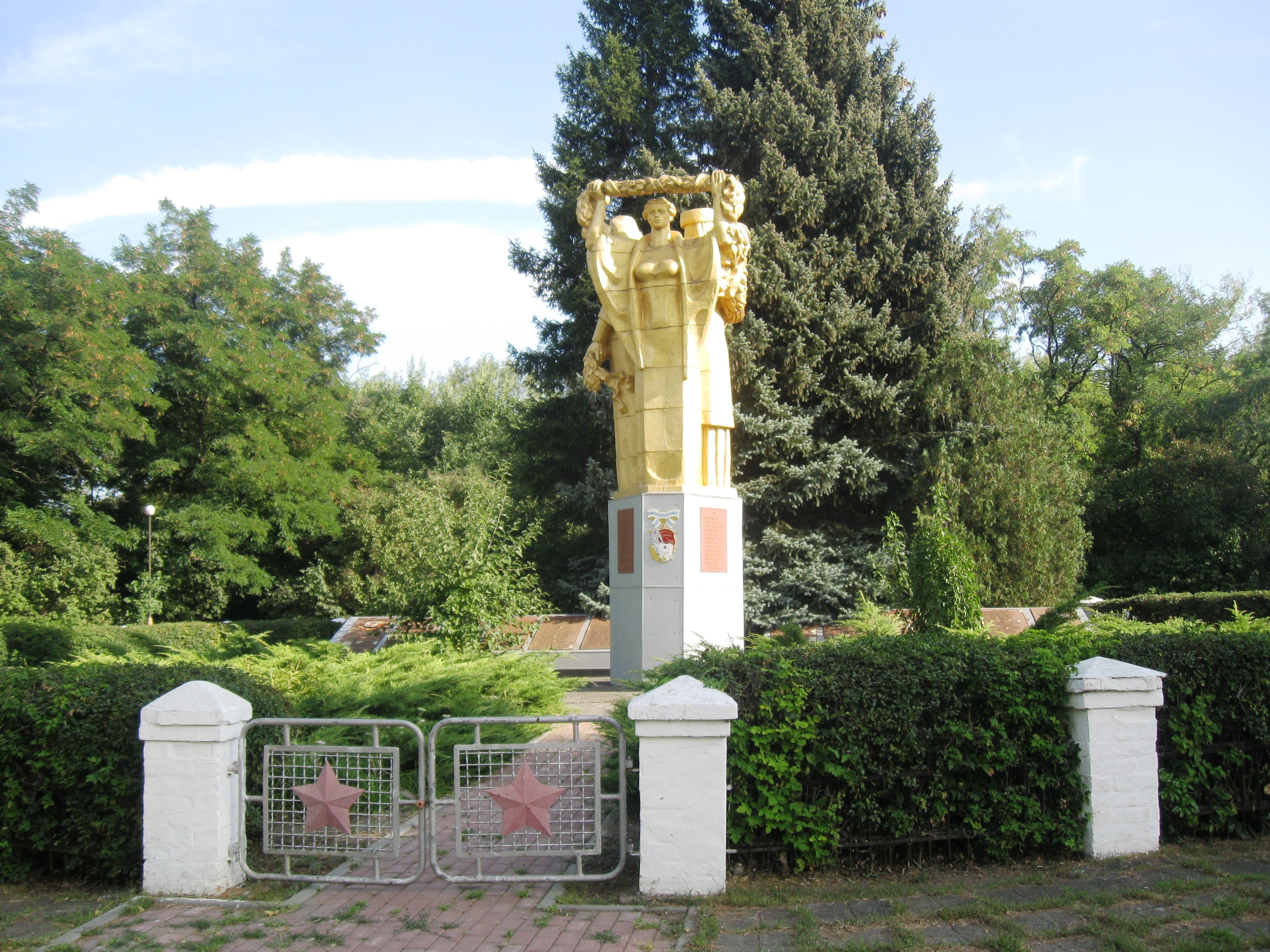
Monumento soviético a los soldados rurales